# Walter Lürzer
Walter Lürzer (* 9. Juli 1942 in Salzburg; † 14. April 2011 ebenda) war ein österreichischer Unternehmer der Werbebranche.
Lürzer war Mitbegründer der Werbeagenturen „TBWA Frankfurt“ sowie „Lürzer, Conrad & Leo Burnett“. Danach war er Chairman von „Lowe, Lürzer“ und leitet von 1988 bis 2010 die Meisterklasse für Grafik und Werbung an der Universität für angewandte Kunst Wien. Seit 1984 arbeitete er als Verleger und Herausgeber der Zeitschrift Lürzer’s Archiv, die Print-Werbung, TV-Spots und digitales Design aus aller Welt sammelt.
Im Rahmen der Creativ Club Austria-Gala am 14. März 2008 wurde Lürzer zum CCA-Ehrenmitglied ernannt.
Er wurde 2009 von der Wirtschaftswoche und dem Gesamtverband Kommunikationsagenturen in die Hall of Fame der deutschen Werbung aufgenommen.
Walter Lürzer war Chairman des Wettbewerbs des Art Directors Club, der 2008 insgesamt 8689 Arbeiten umfasste und von 314 Jurymitgliedern gesichtet wird.